# Jordan K. Hubbard
Jordan K. Hubbard (* 8. August 1963 Honolulu, Hawaii) ist ein US-amerikanischer Informatiker, einer der Gründer des FreeBSD-Projekts und langjähriges Mitglied des FreeBSD-Core-Teams. Er entwickelte unter anderem das Gerüst für die FreeBSD-Ports.
Von 2001 bis 2013 betreute er bei Apple den unixoiden Teil von Mac OS X und leitete die „BSD Technology Group“, ab 2005 war er „Director of UNIX Technology“. Im Oktober 2007 wurde Hubbard „Director of Engineering of Unix Technologies“.
Am 15. Juli 2013 wechselte Hubbard als CTO zu iXsystems.
Im April 2020 gab er an, bei Nvidia zu arbeiten.